# Maanoc
Maanoc (Maanoc Island), también conocida como Maanac,  es una isla situada en Filipinas, adyacente a la de Mindanao. Administrativamente forma parte del barrio de Opong en el  término municipal de Taganaán perteneciente a  la provincia de Surigao del Norte situada en la Región Administrativa de Caraga, también denominada Región XIII.

## Geografía
Isla situada  15 km al este  de la ciudad de  Surigao; al sur de la isla de Lamagón  situada en el canal de Gutuán frente a la isla de Nonoc; al oeste de la  bahía e isla de Panag; el este del canal de Masapelid que la separa de la isla del mismo nombre; y al norte de la isla de Condoha.
Unos 300 metros al este se encuentra Isla de Bilabid perteneciente al barrio de Manjagao, término de la ciudad de Surigao.
Las islas de  Lamagón, Condoha  y Panag,  al igual que Maanoc forman el barrio de Opong.